# Castejón de Sobrarbe
Castejón de Sobrarbe ist ein spanischer Ort, eine ehemals selbständige Gemeinde, in der Provinz Huesca der Autonomen Gemeinschaft Aragonien, der zur Gemeinde Aínsa-Sobrarbe gehört. Der Ort auf 869 Meter Höhe liegt circa 22 Kilometer südlich von Aínsa. Castejón de Sobrarbe hatte im Jahr 2019 sieben Einwohner.

## Sehenswürdigkeiten
- Pfarrkirche Santa Maria de la Asunción (Bien de Interés Cultural), erbaut im 16. Jahrhundert
- Burgruine

## Weblinks

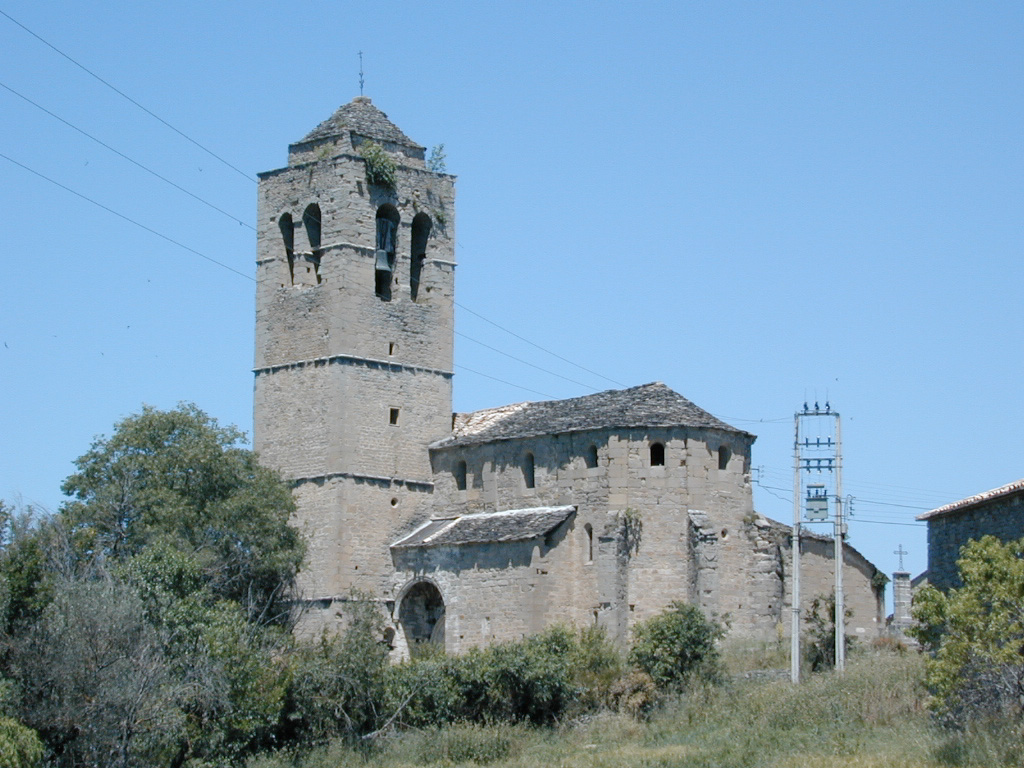
Kirche in Castejón de Sobrarbe